# Tall Zahab (Hama)
Tall Zahab (arab. تل ذهب) – wieś w Syrii, w muhafazie Hama. W 2004 roku liczyła 660 mieszkańców.